# Manuel Velázquez
Manuel Velázquez Villaverde (24 de janeiro de 1943 - 15 de janeiro de 2016) foi um futebolista espanhol que jogou como meio-campista.

## Carreira
Nascido em Madrid, Velázquez passou 10 anos no Real Madrid, passando por empréstimo no Rayo Vallecano e no Málaga. 
Após três temporadas em empréstimo, para Rayo Vallecano e Málaga, ajudando o último a subir da Segunda Divisão em 1965.
Ele jogou 301 jogos pelo Real Madrid fazendo 48 gols e ganhando seis campeonatos nacionais, três Copa del Rey e a edição 1965-66 da Liga dos Campeões, onde ele foi destaque na final contra o Partizan.
Ele terminou sua carreira aos 35 anos, depois de seis meses na Liga de futebol norte-americana jogando pelo Toronto Metros-Croatia. 

## Na Seleção
Velázquez jogou dez jogos na seleção espanhola, durante oito anos. Ele estreou em 1 de fevereiro de 1967, em um empate por 0-0 contra a Turquia pelas eliminatórias do Campeonato Europeu de Futebol de 1968. 

## Morte
Velázquez morreu em 15 de janeiro de 2016 em Fuengirola, na Andaluzia. Ele tinha 72 anos.